# Mariza (fotbollsspelare)
Mariza Nascimento Silva, född den 8 november 2001 i Imperatriz, är en brasiliansk fotbollsspelare.

## Karriär
Mariza inledde sin seniorkarriär i JV Lideral år 2016. 2019 kontrakterades hon av Grêmio FBPA och värvades sedan år 2022 av Corinthians Paulista. Hon debuterade i Brasiliens damlandslag år 2025.